# Bàsquet als Jocs Olímpics d'estiu de 1980
Als Jocs Olímpics d'Estiu de 1980 celebrats a la ciutat de Moscou (Unió Soviètica) es disputaren dues competicions de bàsquet, una en categoria masculina i una altra en categoria femenina. La competició se celebrà entre els dies 20 i 30 de juliol de 1980 al l'Estadi Olimpiyski i al CSKA Universal Sports Hall.

## Comitès participants
Hi participaren un total de 215 jugadors, 143 homes i 72 dones, de 14 comitès nacionals diferents:
| Categoria masculina - Austràlia - Brasil - Cuba - Espanya - Índia - Itàlia - Iugoslàvia - Polònia - Senegal - Suècia - Txecoslovàquia - Unió Soviètica | Categoria femenina - Bulgària - Cuba - Hongria - Itàlia - Iugoslàvia - Unió Soviètica |

## Resum de medalles
| Prova                   | Or | Argent | Bronze |
| Bàsquet masculí Detalls | Iugoslàvia Andro Knego · Dragan Kićanović · Rajko Žižić · Mihovil Nakić · Željko Jerkov · Branko Skroče · Zoran Slavnić · Kresimir Ćosić · Ratko Radovanović · Duje Krstulović · Dražen Dalipagić · Mirza Delibašić                              | Itàlia Fabrizio Della Fiori Marco Solfrini Marco Bonamico Dino Meneghin Renato Villalta Renzo Vecchiato Pierluigi Marzorati Pietro Generali Romeo Sacchetti Roberto Brunamonti Michael Sylvester Enrico Gilardi                                       | Unió Soviètica Stanislav Eremin · Valeri Miloserdov · Sergei Tarakanov · Aleksandr Salnikov · Andrei Lopatov · Nikolai Deriugin · Serguei Belov · Vladimir Tkachenko · Anatoli Myshkin · Sergėjus Jovaiša · Aleksandr Belostenny · Vladimir Zhigily |
| Bàsquet femení Detalls  | Unió Soviètica Angelė Rupšienė · Liubov Sharmai · Vida Beselienė · Olga Barisheva · Tatiana Ovechkina · Nadezhda Shuvaeva · Iuliana Semenova · Liudmila Rogozhina · Nelli Feryabnikova · Olga Sukharnova · Tatiana Zakharova · Tatiana Ivinskaia | Bulgària Nadka Goltcheva · Penka Metodieva · Petkana Makaveeva · Snezhana Mikhailova · Vania Dermendjieva · Krasimira Bogdanova · Angelina Mikhailova · Diana Brainova · Evladia Slavtcheva · Kostadinka Radkova · Silvia Germanova · Penka Stoyanova | Iugoslàvia Vera Đurašković · Mersada Bećirspahić · Jelica Komnenović · Mira Bjedov · Vukica Mitić · Sanja Ožegović · Sofija Pekić · Marija Tonković · Zorica Đurković · Vesna Despotović · Biljana Majstorović · Jasmina Perazić                    |

## Medaller
| Posició | País           | Or | Argent | Bronze | Total |
| 1       | Iugoslàvia     | 1  | 0      | 1      | 2     |
| 1       | Unió Soviètica | 1  | 0      | 1      | 2     |
| 3       | Bulgària       | 0  | 1      | 0      | 1     |
| 3       | Itàlia         | 0  | 1      | 0      | 1     |